# Schalim und al-Hallaniyyat-Inseln
Schalim und al-Hallaniyyat-Inseln (arabisch شليم وجزر الحلانيات, DMG Šalīm wa-Ǧuzur al-Ḥallāniyyāt) ist ein Verwaltungsbezirk (Wilaya) im Gouvernement Dhofar im südwestlichen Oman. Es besteht aus einem Festlandsbezirk rund um die Erdölstadt Schalim und den Churiya-Muriya-Inseln.
Koordinaten: 18° 7′ N, 55° 37′ O

## Geographie/Lage/Verkehrsverbindungen
Die Wilaya liegt im östlichen Dhofar, ca. 310 km von Salala entfernt.

## Demographie
Die Bevölkerung im Verwaltungsbezirk Schalim und al-Hallaniyyat-Inseln wuchs laut offiziellen Angaben in den Jahren von 2003 bis 2008 jährlich um durchschnittlich 6,1 %, wobei der CAGR des Inländeranteils um 2,2 % und der CAGR des Ausländeranteils weitaus stärker um 10,1 % anstieg. Der Ausländeranteil ist wegen der Erdöl- und Erdgasindustrie höher als im omanischen Durchschnitt. Die Zahlen im Einzelnen:
| Wilaya Schalim und Hallaniyyat-Inseln | 2010   | 2009   | 2008   | 2007   | 2006   | 2005   | 2004   | 2003   |
| ------------------------------------- | ------ | ------ | ------ | ------ | ------ | ------ | ------ | ------ |
| Gesamtbevölkerung                     | 8697   | 8067   | 6887   | 6490   | 5882   | 5700   | 5383   | 5123   |
| davon Inländer                        | 3047   | 3162   | 3079   | 3006   | 2941   | 2873   | 2806   | 2767   |
| davon Ausländer                       | 5650   | 4905   | 3808   | 3484   | 2941   | 2827   | 2577   | 2356   |
| Ausländerquote                        | 65,0 % | 60,8 % | 55,3 % | 53,7 % | 50,0 % | 49,6 % | 47,9 % | 46,0 % |

## Wirtschaft
Früher wurden vor allem getrocknete Fische, Holzkohle und Weihrauch nach Afrika und Indien exportiert. In Rahab auf dem Festland wurde eine Versuchsfarm gegründet, die den Anbau von Obst, Gemüse und bestimmten Gräsern erprobt. Sollte das Projekt erfolgreich sein, könnten die bisher wenig fruchtbaren Flächen des Landes zumindest teilweise landwirtschaftlich ausgenutzt werden.

## Sehenswürdigkeiten
- In der Wilaya befinden sich einige Ausgrabungsstätten aus vorislamischer Zeit.
- Die Ḥallāniyyāt-Inseln sind Brutstätte für viele Zugvögel.
- Während des Charifs wird nährstoffreiches kaltes Wasser vom Grund des Ozeans an die Oberfläche gespült, das für den Fischreichtum in diesen Gewässern verantwortlich ist. Auch gibt es dort einen beachtlichen Delphinbestand und Meeresschildkröten nutzen die Inseln zur Eiablage.